# Api (praenomen)
Api (llatí: Appius [áppɪʊs]) és un praenomen romà que fou força exclusiu de la gens Clàudia, per bé que també usat ocasionalment per altres gentes menors. La forma femenina és Àpia, patronímic que també donà nom a la gens Àpia. La forma abreujada és Ap., de vegades App.

## Origen
L'origen últim d'aquest prenom no té una explicació satisfactòria. La gens Clàudia clarament el monopolitza, car no hi hagué cap personatge rellevant de la història romana amb aquest prenom que no fos d'aquesta gens. Així doncs, dins la historiografia romana hom troba que la gens Clàudia té els orígens en un personatge sabí, de nom Attus Clausus, que emigrà a Roma i allà fou conegut com a Appius Claudius Sabinus Regillensis. Així, Api Claudi fou el primer membre de la família Clàudia, que esdevindria una de les més importants de la República. Ell mateix fou cònsol el 495 aC, i molts dels seus descendents també assoliren aquest càrrec.
D'aquesta història hom ha deduït que el praenomen Api nasqué en aquesta família, que fou la que en feu un ús més constant al llarg de la història. Recolzats en els coneixements moderns en epigrafia itàlica hom ha proposat que es tracta de la llatinització del prenom sabí Attius. En canvi, per bé que un hipotètic origen sabèl·lic és força raonable, sembla que no es pot centrar la seva arribada al Laci en la gens Clàudia, car hi hagué força més individus, de rellevància certament menor, que també portaren aquest prenom de ben antic. Seria el cas, per exemple, d'Api Herdoni, un personatge del segle v aC, contemporani d'Api Claudi Sabí, que també provenia de la Sabina, fet que prova que el prenom existia fora de la gens i alhora referma la hipòtesi d'un origen itàlic no llatí.De fet, hi ha força personatges amb el prenom d'Api testimoniats al llarg de tota la República i fins ben entrat l'Imperi que pertanyien a diverses gentes plebees, i per força també hagué de ser usat en la gens Àpia.
En fi, pel que fa a l'origen del nom, hi ha debat entorn de la possibilitat que sigui un manlleu d'una llengua sabèl·lica (probablement arribat per la Sabina, però bé podria procedir d'una altra llengua itàlica) o bé que sigui un nom existent en llatí compartit per altres llengües itàliques (un cognat). Pel que fa a l'adaptació d'Attius a Appius, doncs, bé es pot interpretar que la segona era la versió llatina de la primera, bé que la segona fou una adaptació al llatí de la primera d'un nom que no existia en llatí.

## Personatges
La major part dels Api coneguts eren de la gens Clàudia, però també hi hagué membres d'altres gentes.

### Gens Clàudia
- Api Claudi Sabí Regil·lensis, personatge sabí establert a Roma i fundador de la gens Clàudia. Fou cònsol el 495 aC.
  - Api Claudi Sabí, cònsol el 471 aC i fill de l'anterior.
- Api Claudi Cras, cònsol el 451 aC i fill de l'anterior. Primer dels Claudi 
Cras.
  - Api Claudi Cras, cònsol el 349 aC i net de l'anterior.
  - Api Claudi Cras, tribú consular el 424 aC i oncle de l'anterior.
  - Api Claudi Cras, tribú consular el 403 aC i fill de l'anterior.
- Api Claudi Càudex, cònsol el 264 aC i net de l'anterior.
- Api Claudi el Cec, cònsol romà dues vegades i germà de l'anterior.
- Api Claudi Rus, cònsol el 268 aC i fill de l'anterior.
- Api Claudi Centó, pretor el 175 aC i besnet d'Api Claudi el Cec. Era net de Gai Claudi Centó, fill d'Api Claudi el Cec i primer dels Claudi Centó.
- Api Claudi Neró, pretor el 195 aC i descendent de Tiberi Claudi Neró, fill d'Api Claudi el Cec i primer dels Claudi Neró.
- Api Claudi Pulcre, cònsol el 212 aC i net d'Api Claudi el Cec. Era fill de Publi Claudi Pulcre, el primer dels Claudi Pulcre.
  - Api Claudi Pulcre, cònsol el 185 aC i fill de l'anterior.
  - Api Claudi Pulcre, cònsol el 143 aC i o bé fill o bé nebot de l'anterior.
  - Api Claudi Pulcre, implementador de la llei Sempronia agraria i tal vegada fill de l'anterior.
  - Api Claudi Pulcre, pretor el 89 aC i tal vegada fill de l'anterior.
  - Api Claudi Pulcre, interrei el 77 aC i besnet de Gai Claudi Pulcre, germà d'Api Claudi Pulcre (cònsol el 185 aC).
  - Api Claudi Pulcre, cònsol el 79 aC. La identificació del pare és dubtosa; també és possible que la seva identitat coincidesca amb un dels anteriors.
  - Api Claudi Pulcre, cònsol el 54 aC i fill de l'anterior.
  - Api Claudi Pulcre, nebot de l'anterior.
  - Api Claudi Pulcre, cònsol el 38 aC i germà de l'anterior. Degué néixer amb un praenomen diferent però fou adoptat per l'anterior, el seu oncle, i en prengué el seu prenom, i per això s'anomenava igual que el seu germà.

A més, aquests personatges també es deien Api Claudi:
- Api Claudi Censorí, personatge del segle iii dC els vincles del qual amb la família Clàudia són totalment desconeguts.
- Api Claudi Laterà, nom alternatiu (si no és que es tracta d'un error) de Titus Sexti Magi Laterà, cònsol el 197 dC.

### Altresgentes
- Api Herdoni, capitost sabí del segle v aC i establert a Roma.
- Api Juni Silà, cònsol el 28 dC.

### Derivats
A més de la gens Àpia, que pren el seu nom d'aquest prenom (probablement perquè devia ser comú entre els seus primers membres), el prenom generà el derivat Apià (llatí: Appianus; grec antic: Αππιανός), nom del gran historiador grec Apià.